# John Coltrane
John William Coltrane (23. září 1926, Hamlet, Severní Karolína, USA – 17. července 1967, Huntington, New York), známý také pod přezdívkou Trane byl americký jazzový saxofonista a skladatel. I když existují i jeho nahrávky z roku 1946, o seriózním nahrávání lze mluvit až od roku 1955.
Od roku 1957 nahrál a produkoval desítky alb, mnoho z nich však vyšlo až po jeho smrti.
Je považován za jednu z nejvýznamnějších a nejvlivnějších postav moderního jazzu – jako svou inspiraci ho citují celé generace saxofonistů. Společně s tenorsaxofonisty Colemanem Hawkinsem, Lesterem Youngem a Sonnym Rollinsem od základů změnil hru na tento nástroj.

## První hudební krůčky
Narodil v Severní Karolíně a vyrůstal v dobře zajištěné rodině ve městě High Point v období, kdy ve Spojených státech panovala rasové segregace. V mládí na měj měl velký vliv jeho dědeček, který byl reverendem v jednom z místních kostelů a který měl v té době velký vliv na černošskou komunitu v High Pointu. Když byl Coltrane v sedmé třídě, otřásla jeho rodinou série několika úmrtí. Zemřeli oba jeho prarodiče a jeho otec. Rodina tak přišla o finanční zázemí, jediným živitelem stal Coltraneův strýc a rodina se tak ocitla na pokraji chudoby.
Stalo se tomu v době, kdy se začal věnovat hudbě a intenzivně cvičil. Prvním hudebním nástrojem pro něj byl lesní roh, na který hrál ve školní kapele. Brzy ale přešel ke klarinetu. Stále více se ale zajímal o jazz a znovu přešel k jinému nástroji, tentokráte k altsaxofonu. Ke hraní ve školním orchestru už se pak nikdy nevrátil.

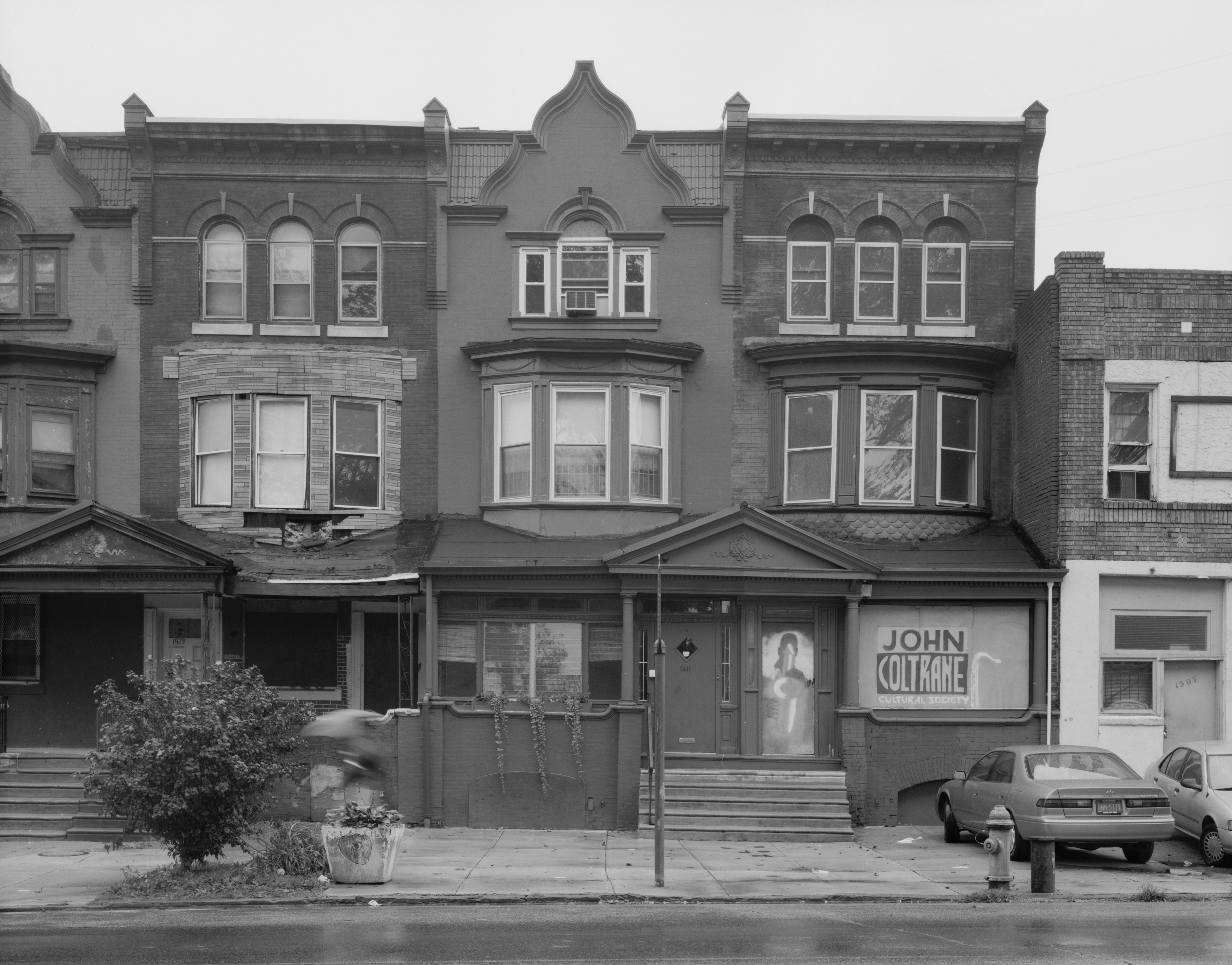
Coltraneův dům ve Filadelfii

V roce 1943 se přestěhoval do Filadelfie a v roce 1945 vstoupil do služby u námořnictva, kde hrál v armádní kapele. Kapela hrála hlavně tehdejší bebopové standardy: například Hot House Tadda Damerona, Ornithology Charlieho Parkera.
V roce 1946 se vrátil z vojny a v následujících čtyřech letech vystřídal řadu rozličných povolání. Zlom nastal až v roce 1949, kdy se stal altsaxofonistou v bigbandu Dizzy Gillespieho. S tímto bigbandem hrál až do rozpadu v květnu 1950. I potom ale zůstal s Gillespiem – tentokráte jako tenorsaxofonista v malém ansámblu. Zůstal s ním až do dubna 1951, kdy se vrátil zpět do Filadelfie. To už ovšem byl závislý na heroinu.
Na začátku roku 1952 se přidal ke kapele Earla Bostica, se kterým hrál téměř rok. V roce 1953 už hrál s ansámblem Johnyho Hodgese, se kterým vydržel až do poloviny roku 1954.

## Období spolupráce s Milesem a Monkem (1955–1959)
Po rozpadu ansámblu Johnyho Hodgese zůstal ve Filadelfii na volné noze. To se ale změnilo v létě 1955, kdy mu spolupráci nabídl Miles Davis. Davisův úspěch z konce čtyřicátých let se ale pomalu vytrácel. Bylo to asi způsobeno také tím, že byl Miles několik let závislý na heroinu. V té době už se ale dokázal své závislosti zbavit, a pustil se s plnou vervou do práce. Miles chtěl založit kvintet a pozici tenorsaxofonisty nabídl právě Coltraneovi. Ten zůstal s tímto kvintetem od října 1955 do dubna 1957. Desky, které společně nahráli, patří k Milesovým nejzásadnějším nahrávkám. Hvězda Johna Coltranea tak mohla pomalu začít zářit.
Miles Davis jako kapelník na Coltranea velmi zapůsobil. Později, když už měl Coltrane vlastní ansámbly, choval se podobně jako Davis: dovoloval muzikantům, aby jejich sóla měla v sobě cosi rušivého, disharmonického. Také se snažil vyvarovat toho, aby na pódiu zněly skladby stejně jako na deskách. Udržoval si také odstup od obecenstva, fanoušků a tisku. V té době označovali hudební kritici coltraneův styl jako rozzlobený a přímočarý.
Začátkem roku 1957 se Coltraneovi konečně podařilo zvítězit nad svou závislostí na heroinu. Současně začal klást velký důraz na svoje duchovno a víru. V této době začal Coltrane cvičit mnohem víc než dříve, našel si dokonce učitele na harfu a housle. Bylo to samozřejmě znát, co se techniky týče, ovládal Coltrane hru na saxofon téměř dokonale. Jeho cit pro výstavbu sóla se během tohoto intenzivního období také velmi vytříbil. Od této chvíle v podstatě až do jeho smrti bylo o Coltraneovi známo, že velmi intenzivně cvičí.
Koncem roku 1957 hrál s Theloniem Monkem v newyorském jazzovém klubu Five Spot Cafe, během svého dnes už legendárního šestiměsíčního angažmá. Z této doby neexistuje příliš mnoho kvalitních nahrávek, jedna z mála byla objevena v roce 2005. Je na ní zaznamenán koncert Coltranea a Monka z 29. listopadu 1957 v Carnegie Hall. Nahrávky z tohoto koncertu a ještě další, na kterých hraje Coltrane společně s Monkem, vyšly v roce 2005 na label Blue Note pod názvem: The Complete 1957 Riverside Recordings.
Jeho nahrávky z tohoto období – ať už je se jednalo o pozici spoluhráče, čí přímo kapelníka – mají různou úroveň. Ostře z nich vyčnívá deska Blue Train – jediná kterou nahrál pod svým jménem pro Blue Note. Je považována za nejlepší coltraneovu desku z této doby.
V roce 1958 se opět připojil k Miles Davisovi. Ve srovnání s Monkem dostal v Davisově ansámblu (který se nyní proměnil v sextet) mnohem více prostoru. Coltranův jedinečný styl, přesnost a hudební cit, které byly ještě navíc umocněny velmi intenzivním cvičením, se tak stávaly stále nepřehlédnutelnějšími. Jeho sóla postupně houstla a na posluchače se začaly hrnout stovky not za minutu. S Davisem zůstal do dubna 1960. Do Milesova sextetu tehdy ještě patřili altsaxofonista Cannonball Adderley, pianisté Red Garland, Bill Evans a Wynton Kelly, basista Paul Chambers a bubeníci Philly Joe Jones a Jimmy Cobb. V této době vznikala alba Milestones, Kind of Blue a živé nahrávky Miles & Monk at Newport a Jazz at the Plaza. Pod svým jménem nahrál Coltrane v této době také důležitou desku Giant Steps, jejíž titulní skladba je známa pro svou velmi obtížně hratelnou posloupnost akordů. Údajně je to jedna z nejtěžších jazzových skladeb, která kdy byla napsána.
Když skončilo angažmá u Davisova sextetu, změnil opět nástroj. Tentokráte si vybral sopránsaxofon, který v té době rozhodně nepatřil k nejpopulárnějším jazzovým nástrojům. Pro tuto změnu se rozhodl pravděpodobně proto, že jej silně ovlivnil Sidney Bechet (který je známý jako mistr hry na sopránku). Miles Davis ve své autobiografii uvádí, že to byl právě on, kdo dal Coltraneovi jeho první sopránku.

## Klasické kvarteto (1962–1965)
Svůj první ansámbl dal dohromady až v roce 1960. Patřili do něj pianista McCoy Tyner, kontrabasista Art Davis a bubeník Elvin Jones. ještě, když hrál s Davisem, podepsal smlouvu s labelem Atlantic Records, pro který nahrál již zmiňovanou desku Giant Steps. První deska nově vzniklého kvarteta byla velmi úspěšná deska My Favourite Things. V titulní skladbě (a skladbě od Cole Portera Every Time We Say Goodbye) hrál na sopránsaxofon. My Favourite Things se stala jednou z nejvlivnějších jazzových desek všech dob.
Poté, co mu skončila smlouva u Atlantic Records (albem Olé Coltrane), přestoupil se svým novým ansámblem k labelu Impulse!. Údajně se tak stalo proto, že to byla jediná cesta, jak mohl spolupracovat se zvukovým technikem Rudy Van Gelderem, který prováděl finální zvukový mix pro Milese Davise a pracoval také na albu Blue Train. Je také pravda, že většina Coltraneových desek pro Impulse! byla nahrána v nových studiích, která patřila právě Gelderovi.
Začátkem roku 1961 odešel kontrabasista Art Davis a na jeho místo okamžitě nastoupil Reggie Workman. Ke kapele se v té době přidal i Eric Dolphy, který hrál na tenorsaxofon, basklarinet a flétnu. Toto kvinteto sklidilo velký úspěch na koncertě ve Village Vanguard v listopadu 1961, kde ukázalo, kterým směrem se bude jeho hudba dále vyvíjet. Byla to hodně experimentální hudba, ovlivněná například indickou rāgou (což je hudební meditace, při které se hraje pět nebo více not a postupně se hledá melodie). Coltrane tu položil základy modálního jazzu a free jazzu.
Během této doby se kritici v hodnocení jeho nového stylu ostře rozdělili. Publikum bylo rovněž zmatené. Například při posledním společném evropském turné s Milesem Davisem ho publikum ve Francii vypískalo. V roce 1961 označil prestižní americký jazzový časopis Down Beat Coltrana a Erica Dolphyho jako hráče antijazzu. Dolphy byl navíc chápán jako člen hnutí free jazzu (někdy také označovaného jako avantgarda), jehož nejvlivnější představitel byl Ornette Coleman, kterého neočerňovala jen kritika, ale i někteří muzikanti (včetně Milese Davise). Sám Coltrane svou hru charakterizoval jako: „svrchované vyjádření jednoty bytí“, jak se v roce 1966 vyjádřil v jenom rozhovoru.
V roce 1962 vystřídal Workmana na postu kontrabasisty Jimmy Garrison. Coltranova vlastní sóla se stávala harmonicky vyrovnanější, jeho improvizace se stále rytmicky a melodicky vyvíjely. Při vystoupeních se stále vracel ke svým deskám Standards, Impressions, My Favorite Things a I Want to Talk about You, které stále a stále přepracovával.
Nepříznivá kritika hry Coltraneova kvinteta z dob, kdy v něm ještě působil Dolphy, měla na samotného kapelníka velký vliv. Lze to vidět například v tom, jak ostře spolu kontrastují radikální nahrávky z Village Vanguard z roku 1961 a Coltranova studiová alba z let 1962 a 1963, jež jsou mnohem konzervativnější a přístupnější. Z jeho tehdejší spolupráce s Dukem Ellingtonem a zpěvákem Johnem Hartmanem dokonce vzešlo album balad (kompilace Coltrane for Lovers je sestavena hlavně z tohoto materiálu). Album Ballads také dokazuje Coltraneovu všestrannost s jakou je schopen uchopit staré standardy a představit je v novém světle (jako např. It’s Easy to Remember. Větší uhlazenost Coltraneova kvarteta ve studiu je ale kompenzována na koncertech, kde kvarteto přetvářelo známé standardy k obrazu svému. Pěkně to demonstrují živá alba Coltrane at Newport a Live at Birdland (obě z roku 1963).
Nejslavnějším albem klasického kvarteta bylo album A Love Supreme, které vyšlo v prosinci 1964. Album tvoří suita, která je rozdělena do čtyř částí. Sleevenote k tomuto albu obsahuje i Coltraneovu vlastní náboženskou báseň, která je zhudebněna v poslední čtvrté části. Album se umístilo na 47. místě v hitparádě pěti set nejlepších alb všech dob amerického časopisu Rolling Stone. Album bylo komerčně úspěšné a to i přesto, že je – řečeno dnešními slovy – na svou dobu velmi alternativní. V současnosti jsou už však všechny čtyři skladby považovány za jazzové standardy. Živě si kvarteto zahrálo celou Love Supreme pouze jednou, a to na koncertě v Antibes, ve Francii. Záznam koncertu je součástí reedice desky A Love Supreme Deluxe Edition. Na koncertě jsou všichni muzikanti mnohem odvážnější, záznam koncertu tak velmi pěkně kontrastuje s originálem na desce.

## Avantgardní jazz a druhý kvartet (1965–1967)
Po albu A Love Supreme se Coltrane začal mnohem víc zajímat o jazzovou avantgardu, jejímiž nejvlivnějšími zástupci byli v té době Ornette Coleman, Albert Ayler, Sun Ra a Cecil Taylor. Coltranův pozdější styl ale nejvíce ovlivnily disonance Aylerova tria, ve kterém hrál na kontrabas Gary Peacock, Sunny Murray na bicí. Trane také prosazoval mnoho mladých jazzových muzikantů (např. Archieho Sheppa), což vedlo k tomu, že nahrávací společnost Impulse! založila novou značku, která se orientovala výhradně na free jazz.

## Smrt
John Coltrane zemřel ve svých čtyřiceti na rakovinu jater 17. července 1967. Lewis Porter, autor jedné Coltraneovy autobiografie, ovšem tvrdí, že John zemřel na žloutenku. Žloutenka je totiž nemoc rozšířená mezi lidmi závislými na heroinu. Albert Ayler také v jednom rozhovoru tvrdil, že John Coltrane spíš upřednostňoval východní medicínu před klasickou západní. Toto tvrzení ovšem popřela Alice Coltrane – Coltraneova tehdejší žena.

## Diskografie (neúplná)

### Jako spoluhráč
- Miles Davis – Relaxin', Steamin', Workin, Cookin (vše nahráno během dvou nahrávacích dní v roce 1956)
- Miles Davis – 'Round About Midnight (debut for Columbia Records, concurrent with the above sessions for Prestige Records, 1956)
- Thelonious Monk – Monk's Music (1957, with Coleman Hawkins); Thelonious Monk Quartet with John Coltrane at Carnegie Hall (2005; recorded 1957)
- Miles Davis – Milestones; Kind of Blue; Someday My Prince Will Come (1958-1960)

### Jako leader (nahrávky pro Prestige a Blue Note)
- Coltrane (1957)
- Lush Life (1960)
- Blue Train (1957)
- Soultrane (1958)

### Nahrávky pro Atlantic Records
- Giant Steps (1959)
- My Favorite Things, Coltrane Plays the Blues, Coltrane's Sound (1960)

### Spolu s kvartetem
- Africa/Brass (1961)
- Live! at the Village Vanguard (featuring Eric Dolphy, první vystoupení Jimmyho Garrisona, 1961)
- Duke Ellington & John Coltrane (1962)
- Impressions (1963, včetně dvou nahrávek z Village Vanguard z roku 1961, a dvou studiových nahrávek z roku ’62 a '63)
- Crescent (1964)
- A Love Supreme (1964)

### Poslední období
- Ascension (1965)
- Sun Ship (1965, released 1971)
- First Meditations (poslední nahrávka Classic kvartetu, 1965) a Meditations (s Pharoah Sanders a Rashiedem Alim, 1965)
- Live at the Village Vanguard Again! (spolu s Alice Coltrane, Sanders a Alim, 1966)
- Stellar Regions (bez Sanders, 1995, nahráno 1967)
- Expression (v jedné skladbě hraje Coltrane na flétnu, 1967)
- Interstellar Space (duo Coltrana a Aliho; 1974 nahráno 1967)
- The Olatunji Concert: The Last Live Recording (2001; nahráno 1967)